# Piratisca orphnina
Piratisca orphnina là một loài bướm đêm trong họ Noctuidae.